# Atriplex spegazzinii
Atriplex spegazzinii är en amarantväxtart som beskrevs av Alberto Soriano och Múlgura. Atriplex spegazzinii ingår i släktet fetmållor, och familjen amarantväxter. Inga underarter finns listade i Catalogue of Life.

## Bildgalleri

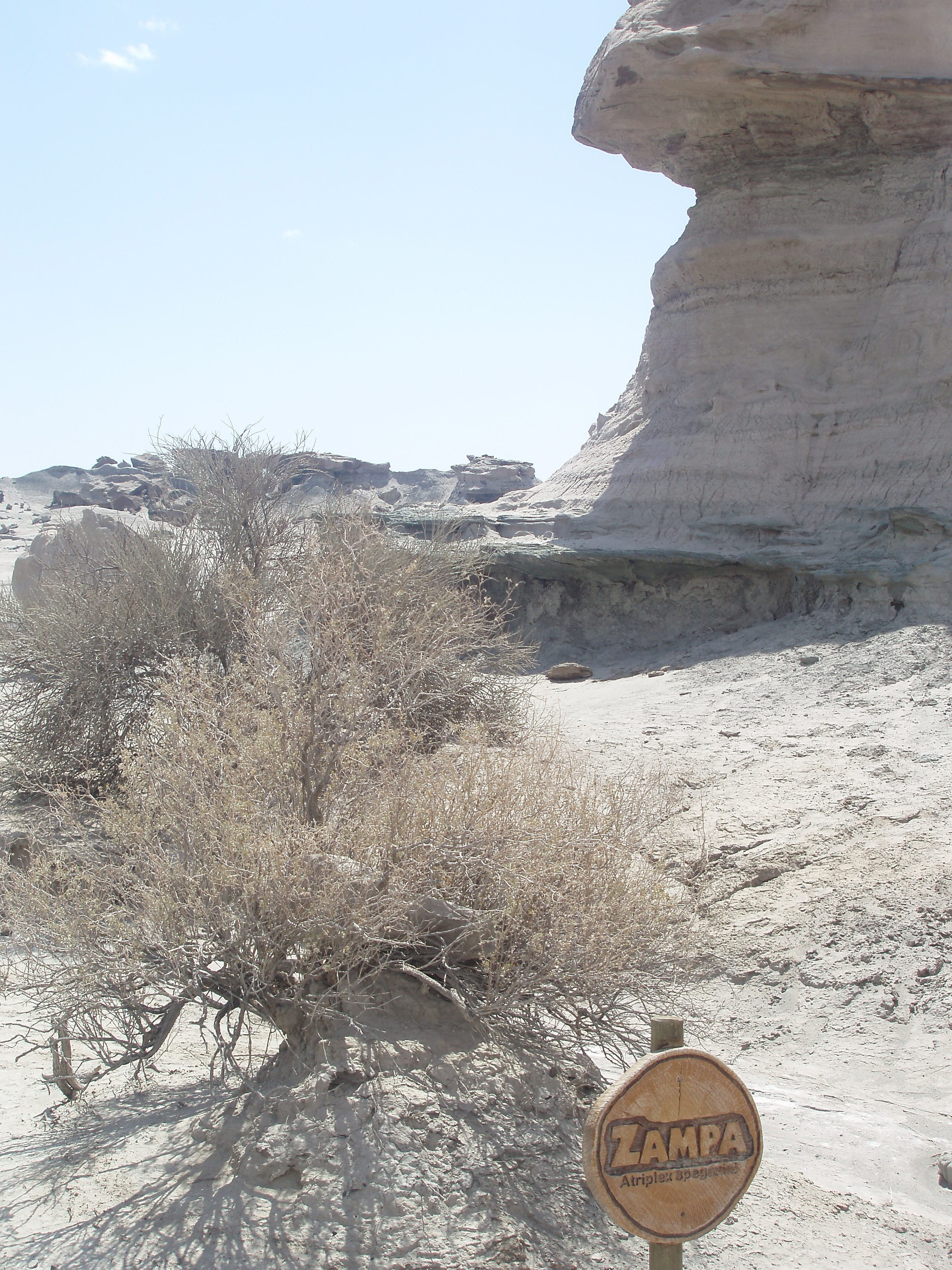